# Obsza (gmina)
Obsza (do 1954 gmina Babice) – gmina wiejska w województwie lubelskim, w powiecie biłgorajskim. W latach 1975–1998 gmina położona była w województwie zamojskim.
W latach 1976–1982 gmina Obsza była w całości przyłączona do gminy Łukowa. 
Siedziba gminy to Obsza.
Według danych z 31 grudnia 2014 gminę zamieszkiwało 4307 osób. Natomiast według danych z 31 grudnia 2019 roku gminę zamieszkiwały 4233 osoby.

## Struktura powierzchni
Według danych z roku 2002 gmina Obsza ma obszar 112,97 km², w tym:
- użytki rolne: 72%
- użytki leśne: 22%

Gmina stanowi 6,73% powierzchni powiatu.

## Demografia

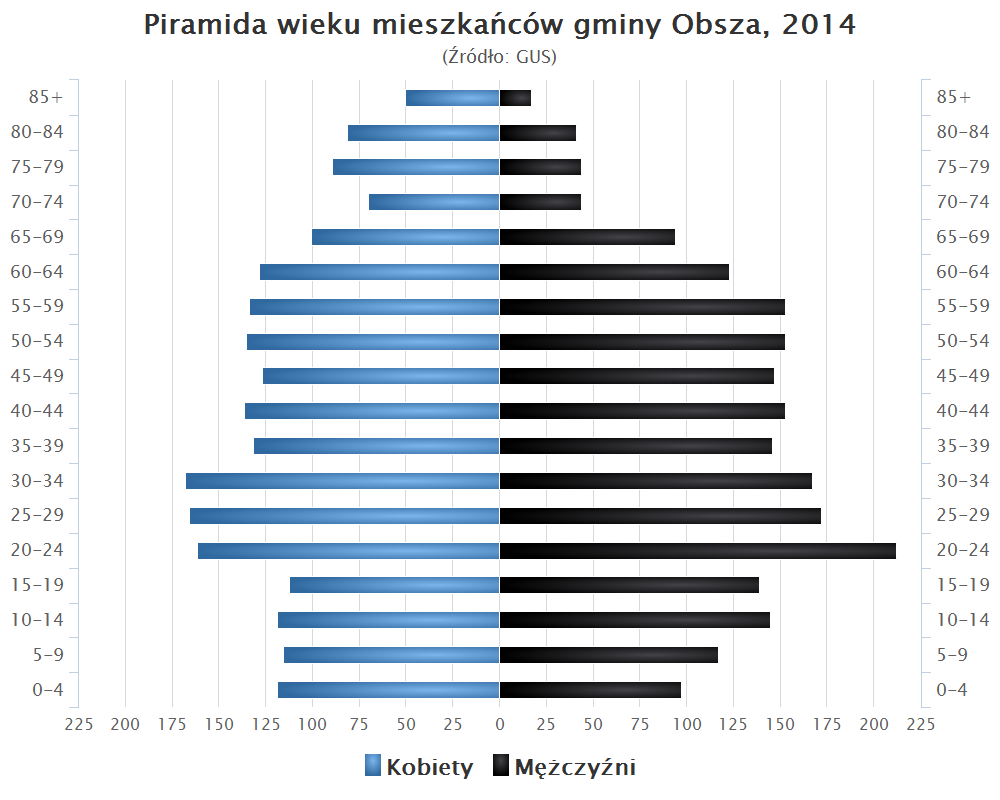
Piramida wieku mieszkańców gminy Obsza w 2014 roku

Dane z 30 czerwca 2004:
| Opis                              | Ogółem | Ogółem | Kobiety | Kobiety | Mężczyźni | Mężczyźni |
| --------------------------------- | ------ | ------ | ------- | ------- | --------- | --------- |
| jednostka                         | osób   | %      | osób    | %       | osób      | %         |
| populacja                         | 4417   | 100    | 2207    | 50      | 2210      | 50        |
| gęstość zaludnienia (mieszk./km²) | 39,1   | 39,1   | 19,5    | 19,5    | 19,6      | 19,6      |

## Sołectwa
Babice (Babice I, Babice II), Dorbozy, Obsza, Olchowiec, Wola Obszańska, Zamch (Zamch I, Zamch II).

## Sąsiednie gminy
Cieszanów, Łukowa, Narol, Stary Dzików, Susiec, Tarnogród